# Lista fabricilor din Oradea

Banca Națională a României, filiala Oradea

Cei mai importanți agenți economici cu sediul sau punctul de lucru în Oradea sunt:
- Alumina S.A. (producție de alumină) [2]
- Alfa Mobila S.A. (producție de mobilier)
- Sinteza S.A (producție de vopsea)
- Hanil Electronics S.A. (producție de aparate electronice video)
- Plastor S.A. (producție de mase plastice)
- Coca-Cola HBC S.A. (distribuție de băuturi răcoritoare)
- Celestica (producție de componente PC)
- Audio-Bronx S.A (producție de aparate electronice audio-video)
- Grupul de firme European Drinks, European Food, Scandic Distileries, TGIE (producție de alimente și distribuție)
- Biolact S.A (producție de lactate)
- Metalica S.A. (producție masini de gatit)
- Ardealul Oradea S.A. (producție de ulei alimentar)
- Romeur Group S.R.L. (producție de mobilier, textile și distribuție)
- Stimin Industries S.A. (producție de aparate industriale)
- UAMT S.A. (producție de piese pentru autoturisme)
- Adeplast S.A. (producție de materiale de construcții și adezivi industriali)
- Premagro S.A. (producție de piese pentru utilaje agricole)
- Plexus - producător american de componente electronice [3]
- Faist Mekatronic (fabricarea de construcții metalice)

## Foste fabrici din Oradea
- Avântul Oradea a fost cea mai mare fabrică de conserve din România.[4][5]
- Fabrica de Cărămidă Oradea
- Miorița Oradea, fabrică de confecții [6]
- Olimpia Oradea, fabrică de încălțăminte.[7]
- Fabrica de bere Oradea[8][9]
- Zahărul Oradea S.A. (producție de zahăr)